# Nueva Liberación
Nueva Liberación är en ort i Mexiko.   Den ligger i kommunen Cintalapa och delstaten Chiapas, i den sydöstra delen av landet, 600 km sydost om huvudstaden Mexico City. Nueva Liberación ligger 644 meter över havet och antalet invånare är 191.
Terrängen runt Nueva Liberación är varierad. Runt Nueva Liberación är det ganska glesbefolkat, med 26 invånare per kvadratkilometer. Närmaste större samhälle är Cintalapa de Figueroa, 19,1 km nordost om Nueva Liberación. Omgivningarna runt Nueva Liberación är en mosaik av jordbruksmark och naturlig växtlighet.